# L'Ancienne-Lorette
L'Ancienne-Lorette, en sus orígenes una misión jesuita, es una ciudad de la provincia de Quebec, Canadá. Se fusionó con la ciudad de Quebec el 1 de enero de 2002 como parte de una reorganización municipal 2000-2006 en Quebec, pero después de un referéndum de 2004 se reconstituyó como una ciudad separada el 1 de enero de 2006. No hace parte de ninguno de los condados regionales que componen la provincia de Quebec, pero se encuentra en la región administrativa de la Capitale-Nationale y forma parte de la Comunidad Metropolitana de Quebec.

## Geografía
L'Ancienne-Lorette se encuentra ubicada en las coordenadas 46°48′00″N 71°21′00″O / 46.80000, -71.35000. Según Statistics Canada, tiene una superficie total de 7,63 km² y es una de las 1135 municipalidades en las que está dividido administrativamente el territorio de la provincia de Quebec.

## Demografía
Según el censo de 2011, había 16 745 personas residiendo en esta ciudad con una densidad poblacional de 2193,6 hab./km². Los datos del censo mostraron que de las 16 516 personas censadas en 2006, en 2011 hubo un aumento poblacional de 229 habitantes (1,4%). El número total de inmuebles particulares resultó de 7183 con una densidad de 941,42 inmuebles por km². El número total de viviendas particulares que se encontraban ocupadas por residentes habituales fue de 7075.